# Reprezentacja Rosji w piłce siatkowej mężczyzn

Flaga ekipy VFR podczas MŚ 2022.

Reprezentacja Rosji w piłce siatkowej mężczyzn – zespół siatkarski, biorący udział w imieniu Rosji w meczach i sportowych imprezach międzynarodowych, powoływany przez selekcjonera, w którym mogą występować wyłącznie zawodnicy posiadający obywatelstwo rosyjskie.

## Historia
Siatkarska drużyna Rosji jest oficjalnym sukcesorem tradycji reprezentacji ZSRR oraz Wspólnoty Niepodległych Państw.
W wyniku zawieszenia Rosji we wszelkich imprezach sportowych rangi Mistrzostw Świata, Igrzysk Olimpijskich i Paraolimpijskich (afera dopingowa), reprezentanci rosyjscy wystąpili na Letnich Igrzysk Olimpijskich Tokio 2020 pod szyldem "ROC" (akronim od Russian Olympic Committee) i flagą z emblematem Rosyjskiego Komitetu Olimpijskiego. W odpowiedzi na inwazję Rosji na Ukrainę w 2022 roku, Międzynarodowa Federacja Piłki Siatkowej zawiesiła rosyjskie drużyny narodowe i kluby we wszystkich wydarzeniach, a także pozbawiła Rosję prawa do organizacji Mistrzostw Świata w sierpniu 2022 roku.

## Trenerzy i selekcjonerzy

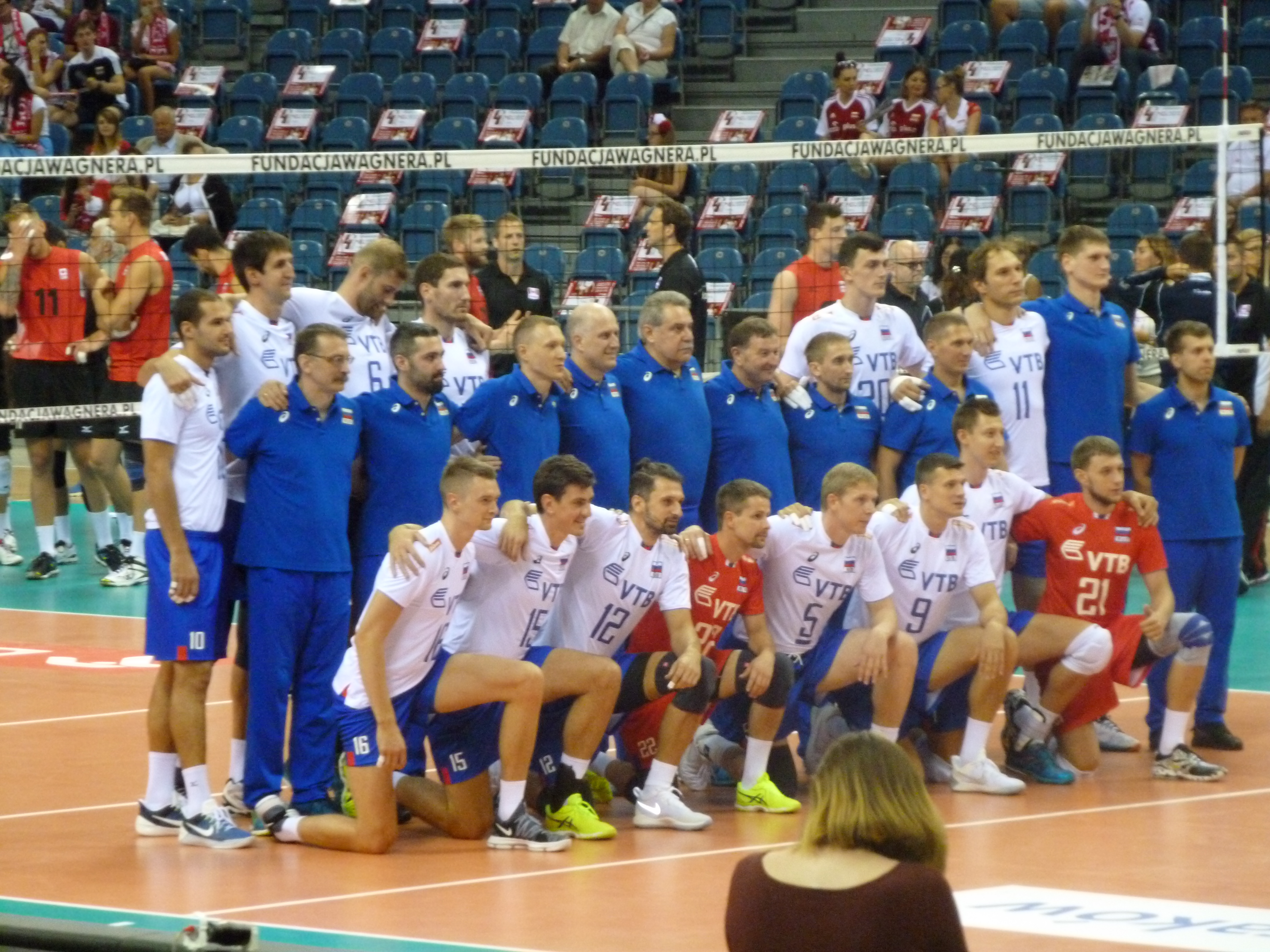
Reprezentacja Rosji podczas Memoriału Huberta Jerzego Wagnera 2017

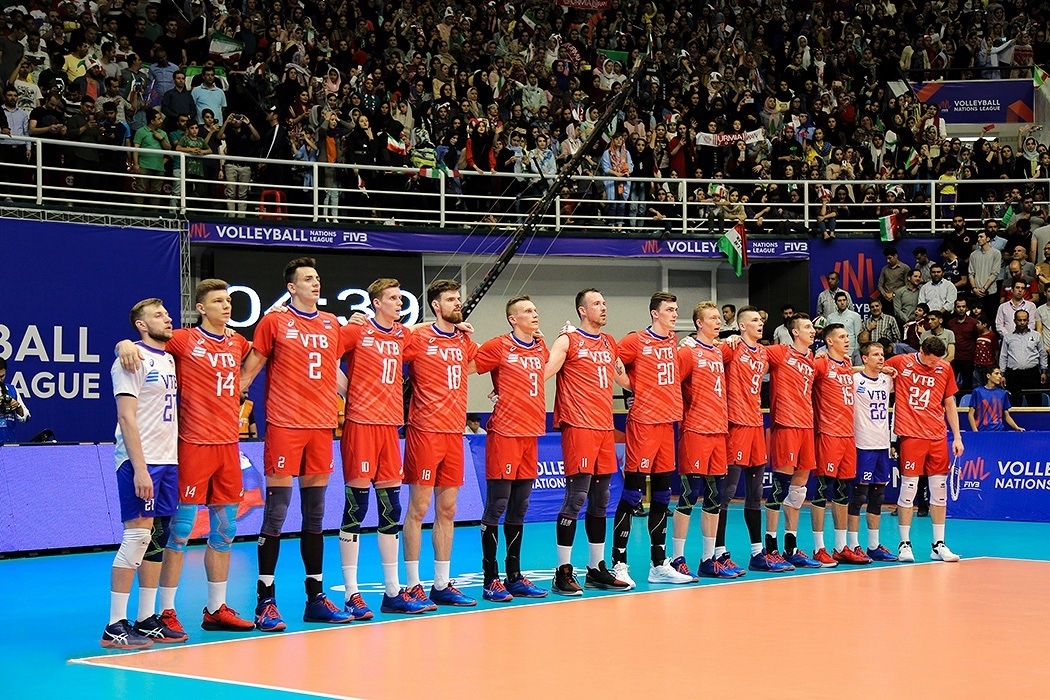
Reprezentacja Rosji podczas Ligi Narodów 2019

- 1993–1995:  Wiktor Radin
- 1996–1997: Wiaczesław Płatonow
- 1997: Wiaczesław Zajcew
- 1998–2004: Giennadij Szypulin
- 2005–2006: Zoran Gajić
- 2007–2008: Władimir Alekno
- 2009–2010: Daniele Bagnoli
- 2011–2012: Władimir Alekno
- 2013–2015: Andriej Woronkow
- 2015–2016: Władimir Alekno
- 2017–2018 Siergiej Szlapnikow
- 2019–2022 Tuomas Sammelvuo
- 2022– Konstantin Bryanskiy

## Udział w międzynarodowych turniejach

### Igrzyska olimpijskie
| 1964 | Mistrzostwo                                                  |
| 1968 | Mistrzostwo                                                  |
| 1972 | III miejsce                                                  |
| 1976 | II miejsce                                                   |
| 1980 | Mistrzostwo                                                  |
| 1984 | Nie brała udziału                                            |
| 1988 | II miejsce                                                   |
| 1992 | VII miejsce                                                  |
| 1996 | IV miejsce                                                   |
| 2000 | II miejsce                                                   |
| 2004 | III miejsce                                                  |
| 2008 | III miejsce                                                  |
| 2012 | Mistrzostwo                                                  |
| 2016 | IV miejsce                                                   |
| 2020 | II miejsce                                                   |
| 2024 | Wykluczenie z rozgrywek w związku z inwazją Rosji na Ukrainę |

### Mistrzostwa świata
| 1949 | Mistrzostwo                                                  |
| 1952 | Mistrzostwo                                                  |
| 1956 | III miejsce                                                  |
| 1960 | Mistrzostwo                                                  |
| 1962 | Mistrzostwo                                                  |
| 1966 | III miejsce                                                  |
| 1970 | VI miejsce                                                   |
| 1974 | II miejsce                                                   |
| 1978 | Mistrzostwo                                                  |
| 1982 | Mistrzostwo                                                  |
| 1986 | II miejsce                                                   |
| 1990 | III miejsce                                                  |
| 1994 | VIII miejsce                                                 |
| 1998 | V miejsce                                                    |
| 2002 | II miejsce                                                   |
| 2006 | VIII miejsce                                                 |
| 2010 | V miejsce                                                    |
| 2014 | V miejsce                                                    |
| 2018 | VI miejsce                                                   |
| 2022 | Wykluczenie z rozgrywek w związku z inwazją Rosji na Ukrainę |
| 2025 | Wykluczenie z rozgrywek w związku z inwazją Rosji na Ukrainę |

### Tabela występów reprezentacji Rosji (bez uwzględnienia ZSRR)
| Rok  | Igrzyska Olimpijskie                                         | Mistrzostwa Świata                                           | Mistrzostwa Europy                                           | Liga Światowa                                                | Liga Europejska                                              | Puchar Świata                                                | Puchar Wielkich Mistrzów                                     | Liga Narodów                                                 |
| ---- | ------------------------------------------------------------ | ------------------------------------------------------------ | ------------------------------------------------------------ | ------------------------------------------------------------ | ------------------------------------------------------------ | ------------------------------------------------------------ | ------------------------------------------------------------ | ------------------------------------------------------------ |
| 2025 | Wykluczenie z rozgrywek w związku z inwazją Rosji na Ukrainę | Wykluczenie z rozgrywek w związku z inwazją Rosji na Ukrainę | Wykluczenie z rozgrywek w związku z inwazją Rosji na Ukrainę | Wykluczenie z rozgrywek w związku z inwazją Rosji na Ukrainę | Wykluczenie z rozgrywek w związku z inwazją Rosji na Ukrainę | Wykluczenie z rozgrywek w związku z inwazją Rosji na Ukrainę | Wykluczenie z rozgrywek w związku z inwazją Rosji na Ukrainę | Wykluczenie z rozgrywek w związku z inwazją Rosji na Ukrainę |
| 2024 | Wykluczenie z rozgrywek w związku z inwazją Rosji na Ukrainę | Wykluczenie z rozgrywek w związku z inwazją Rosji na Ukrainę | Wykluczenie z rozgrywek w związku z inwazją Rosji na Ukrainę | Wykluczenie z rozgrywek w związku z inwazją Rosji na Ukrainę | Wykluczenie z rozgrywek w związku z inwazją Rosji na Ukrainę | Wykluczenie z rozgrywek w związku z inwazją Rosji na Ukrainę | Wykluczenie z rozgrywek w związku z inwazją Rosji na Ukrainę | Wykluczenie z rozgrywek w związku z inwazją Rosji na Ukrainę |
| 2023 | Wykluczenie z rozgrywek w związku z inwazją Rosji na Ukrainę | Wykluczenie z rozgrywek w związku z inwazją Rosji na Ukrainę | Wykluczenie z rozgrywek w związku z inwazją Rosji na Ukrainę | Wykluczenie z rozgrywek w związku z inwazją Rosji na Ukrainę | Wykluczenie z rozgrywek w związku z inwazją Rosji na Ukrainę | Wykluczenie z rozgrywek w związku z inwazją Rosji na Ukrainę | Wykluczenie z rozgrywek w związku z inwazją Rosji na Ukrainę | Wykluczenie z rozgrywek w związku z inwazją Rosji na Ukrainę |
| 2022 | Wykluczenie z rozgrywek w związku z inwazją Rosji na Ukrainę | Wykluczenie z rozgrywek w związku z inwazją Rosji na Ukrainę | Wykluczenie z rozgrywek w związku z inwazją Rosji na Ukrainę | Wykluczenie z rozgrywek w związku z inwazją Rosji na Ukrainę | Wykluczenie z rozgrywek w związku z inwazją Rosji na Ukrainę | Wykluczenie z rozgrywek w związku z inwazją Rosji na Ukrainę | Wykluczenie z rozgrywek w związku z inwazją Rosji na Ukrainę | Wykluczenie z rozgrywek w związku z inwazją Rosji na Ukrainę |
| 2021 |                                                              |                                                              | 7. miejsce                                                   |                                                              |                                                              |                                                              |                                                              | 5. miejsce                                                   |
| 2020 | SREBRNY MEDAL                                                |                                                              |                                                              |                                                              |                                                              |                                                              |                                                              |                                                              |
| 2019 |                                                              |                                                              | 5. miejsce                                                   |                                                              |                                                              |                                                              |                                                              | ZŁOTY MEDAL                                                  |
| 2018 |                                                              | 6. miejsce                                                   |                                                              |                                                              |                                                              |                                                              |                                                              | ZŁOTY MEDAL                                                  |
| 2017 |                                                              |                                                              | ZŁOTY MEDAL                                                  | 6. miejsce                                                   | n/s                                                          |                                                              | n/s                                                          |                                                              |
| 2016 | 4. miejsce                                                   |                                                              |                                                              | 7. miejsce                                                   | n/s                                                          |                                                              |                                                              |                                                              |
| 2015 |                                                              |                                                              | 6. miejsce                                                   | 9. miejsce                                                   | n/s                                                          | 4. miejsce                                                   |                                                              |                                                              |
| 2014 |                                                              | 5. miejsce                                                   |                                                              | 5. miejsce                                                   | n/s                                                          |                                                              |                                                              |                                                              |
| 2013 |                                                              |                                                              | ZŁOTY MEDAL                                                  | ZŁOTY MEDAL                                                  | n/s                                                          |                                                              | SREBRNY MEDAL                                                |                                                              |
| 2012 | ZŁOTY MEDAL                                                  |                                                              |                                                              | 8. miejsce                                                   | n/s                                                          |                                                              |                                                              |                                                              |
| 2011 |                                                              |                                                              | 4. miejsce                                                   | ZŁOTY MEDAL                                                  | n/s                                                          | ZŁOTY MEDAL                                                  |                                                              |                                                              |
| 2010 |                                                              | 5. miejsce                                                   |                                                              | SREBRNY MEDAL                                                | n/s                                                          |                                                              |                                                              |                                                              |
| 2009 |                                                              |                                                              | 4. miejsce                                                   | BRĄZOWY MEDAL                                                | n/s                                                          |                                                              | n/s                                                          |                                                              |
| 2008 | BRĄZOWY MEDAL                                                |                                                              |                                                              | BRĄZOWY MEDAL                                                | n/s                                                          |                                                              |                                                              |                                                              |
| 2007 |                                                              |                                                              | SREBRNY MEDAL                                                | SREBRNY MEDAL                                                | n/s                                                          | SREBRNY MEDAL                                                |                                                              |                                                              |
| 2006 |                                                              | 7. miejsce                                                   |                                                              | BRĄZOWY MEDAL                                                | n/s                                                          |                                                              |                                                              |                                                              |
| 2005 |                                                              |                                                              | SREBRNY MEDAL                                                | n/s                                                          | ZŁOTY MEDAL                                                  |                                                              | n/s                                                          |                                                              |
| 2004 | BRĄZOWY MEDAL                                                |                                                              |                                                              | n/s                                                          | SREBRNY MEDAL                                                |                                                              |                                                              |                                                              |
| 2003 |                                                              |                                                              | BRĄZOWY MEDAL                                                | 7-8. miejsce                                                 |                                                              | n/s                                                          |                                                              |                                                              |
| 2002 |                                                              | SREBRNY MEDAL                                                |                                                              | ZŁOTY MEDAL                                                  |                                                              |                                                              |                                                              |                                                              |
| 2001 |                                                              |                                                              | BRĄZOWY MEDAL                                                | BRĄZOWY MEDAL                                                |                                                              |                                                              | n/s                                                          |                                                              |
| 2000 | SREBRNY MEDAL                                                |                                                              |                                                              | 8. miejsce                                                   |                                                              |                                                              |                                                              |                                                              |
| 1999 |                                                              |                                                              | SREBRNY MEDAL                                                | 8. miejsce                                                   |                                                              | ZŁOTY MEDAL                                                  |                                                              |                                                              |
| 1998 |                                                              | 5. miejsce                                                   |                                                              | SREBRNY MEDAL                                                |                                                              |                                                              |                                                              |                                                              |
| 1997 |                                                              |                                                              | 5. miejsce                                                   | BRĄZOWY MEDAL                                                |                                                              |                                                              | n/s                                                          |                                                              |
| 1996 | 4. miejsce                                                   |                                                              |                                                              | BRĄZOWY MEDAL                                                |                                                              |                                                              |                                                              |                                                              |
| 1995 |                                                              |                                                              | 5. miejsce                                                   | 4. miejsce                                                   |                                                              | n/s                                                          |                                                              |                                                              |
| 1994 |                                                              | 7. miejsce                                                   |                                                              | 6. miejsce                                                   |                                                              |                                                              |                                                              |                                                              |
| 1993 |                                                              |                                                              | BRĄZOWY MEDAL                                                | SREBRNY MEDAL                                                |                                                              |                                                              | n/s                                                          |                                                              |
| 1992 | 7. miejsce*                                                  |                                                              |                                                              | 6. miejsce*                                                  |                                                              |                                                              |                                                              |                                                              |

- Jeszcze jako reprezentacja Wspólnoty Niepodległych Państw

## Skład mistrzów olimpijskich 2012
Trener: Władimir Alekno
Asystent:  Sergio Busato
| Nr | Imię i nazwisko     | Data urodzenia (wiek) | Wzrost (cm) | Klub                  | Pozycja |
| -- | ------------------- | --------------------- | ----------- | --------------------- | ------- |
| 3  | Nikołaj Apalikow    | 26.08.1982 (29)       | 203         | Zenit Kazań           | Ś       |
| 4  | Taras Chtiej (K)    | 22.05.1982 (30)       | 205         | Lokomotiw Biełgorod   | P       |
| 5  | Siergiej Grankin    | 21.01.1985 (27)       | 195         | Dinamo Moskwa         | R       |
| 8  | Siergiej Tietiuchin | 23.07.1975 (37)       | 197         | Lokomotiw Biełgorod   | P       |
| 9  | Aleksandr Sokołow   | 05.03.1982 (30)       | 193         | Fakieł Nowy Urengoj   | P       |
| 10 | Jurij Bierieżko     | 27.01.1984 (28)       | 198         | Zenit Kazań           | P       |
| 12 | Aleksandr But'ko    | 18.03.1986 (26)       | 198         | Lokomotiw Nowosybirsk | R       |
| 13 | Dmitrij Muserski    | 29.10.1988 (23)       | 218         | Lokomotiw Biełgorod   | Ś       |
| 15 | Dmitrij Iljinych    | 31.01.1987 (25)       | 201         | Lokomotiw Biełgorod   | P       |
| 17 | Maksim Michajłow    | 19.03.1988 (24)       | 203         | Zenit Kazań           | A       |
| 18 | Aleksandr Wołkow    | 14.02.1985 (27)       | 210         | Zenit Kazań           | Ś       |
| 20 | Aleksiej Obmoczajew | 22.05.1989 (23)       | 189         | Zenit Kazań           | L       |

## Skład zdobywców Pucharu Świata 2011
Trener:  Władimir Alekno
Asystent:  Sergio Busato
| Nr | Imię i nazwisko     | Data urodzenia (wiek) | Wzrost (cm) | Klub                           | Pozycja |
| -- | ------------------- | --------------------- | ----------- | ------------------------------ | ------- |
| 1  | Aleksandr Abrosimow | 25.08.1983 (28)       | 206         | Fakieł Nowy Urengoj            | Ś       |
| 2  | Dienis Biriukow     | 08.12.1988 (22)       | 202         | Lokomotiw Nowosybirsk          | P       |
| 3  | Nikołaj Apalikow    | 26.08.1982 (29)       | 203         | Zenit Kazań                    | Ś       |
| 4  | Taras Chtiej (K)    | 22.05.1982 (29)       | 204         | Lokomotiw-Biełogorje Biełgorod | P       |
| 7  | Siergiej Makarow    | 28.03.1980 (31)       | 196         | Fakieł Nowy Urengoj            | R       |
| 8  | Siergiej Tietiuchin | 23.09.1975 (36)       | 196         | Lokomotiw-Biełogorje Biełgorod | P       |
| 9  | Aleksander Sokołow  | 01.03.1982 (29)       | 193         | Fakieł Nowy Urengoj            | L       |
| 10 | Roman Jakowlew      | 13.08.1976 (35)       | 202         | Dinamo Krasnodar               | A       |
| 12 | Aleksander But'ko   | 18.03.1986 (25)       | 198         | Lokomotiw Nowosybirsk          | R       |
| 13 | Dmitrij Muserski    | 29.10.1988 (23)       | 218         | Lokomotiw-Biełogorje Biełgorod | Ś       |
| 16 | Paweł Krugłow       | 18.09.1985 (26)       | 205         | Dinamo Moskwa                  | A       |
| 17 | Maksim Michajłow    | 19.03.1988 (23)       | 203         | Zenit Kazań                    | A       |
| 18 | Aleksandr Wołkow    | 14.02.1985 (26)       | 210         | Zenit Kazań                    | Ś       |
| 20 | Aleksiej Obmoczajew | 22.05.1989 (21)       | 189         | Zenit Kazań                    | L       |